# Adrian Nicoară
Adrian Nicoară (n. 25 ianuarie 1914) este un fost deputat român în legislatura 1990-1992, ales în județul Brașov pe listele partidului PNTCD.